# Agnès-Hedwige d'Anhalt
Agnès-Hedwige d'Anhalt (12 mars 1573, Dessau - 3 novembre 1616, Sønderborg) est une princesse d'Anhalt par la naissance, une abbesse de Gernrode, et par le mariage électrice de Saxe et, plus tard duchesse de Schleswig-Holstein-Sonderburg-Plön.

## Biographie
Elle est la fille du prince Joachim-Ernest d'Anhalt et de sa seconde épouse Éléonore de Wurtemberg (de). À partir de 1581 à 1586 elle est abbesse de l'abbaye impériale de Saint-Cyriaque de Gernrode.
Le 3 janvier 1586, à l'âge de 13 ans, elle épouse le prince électeur Auguste Ier de Saxe, devenant sa seconde épouse. Lors de leur nuit de noces, elle dit avoir demandé la libération de Caspar Peucer. l'électeur Auguste est mort quelques semaines plus tard, le 11 février 1586. Elle reçoit le château de Lichtenbourg comme douaire, mais n'y a jamais vécu.
Deux ans plus tard, le 14 février 1588, elle épouse le duc Jean de Schleswig-Holstein-Sonderbourg, dont elle est la seconde épouse. Elle meurt en 1616, six ans avant son mari.

## Descendance
De son second mariage, Agnès-Hedwige a neuf enfants :
1. Éléonore de Schleswig-Holstein-Sonderbourg (1590-1669)
2. Anne de Schleswig-Holstein-Sonderbourg (1593-1659), en 1618, elle épouse le duc Jules-Frédéric de Wurtemberg-Weiltingen (†1635)
3. Jean de Schleswig-Holstein-Sonderbourg (1594-1613)
4. Joachim-Ernest de Schleswig-Holstein-Sonderbourg-Plön, duc de Schleswig-Holstein-Plön, il fonde la troisième branche
5. Dorothée de Schleswig-Holstein-Sonderbourg (1597-1597)
6. Bernard de Schleswig-Holstein-Sonderbourg (1601-1601)
7. Agnès de Schleswig-Holstein-Sonderbourg (1602-1607)
8. Éléonore-Sophie de Schleswig-Holstein-Sonderbourg (en) (1603-1675), en 1625, elle épouse le prince Christian II d'Anhalt-Bernbourg (†1656).